# Daulia magdalena
Daulia magdalena là một loài bướm đêm trong họ Crambidae.